# Wybieg (rolnictwo)

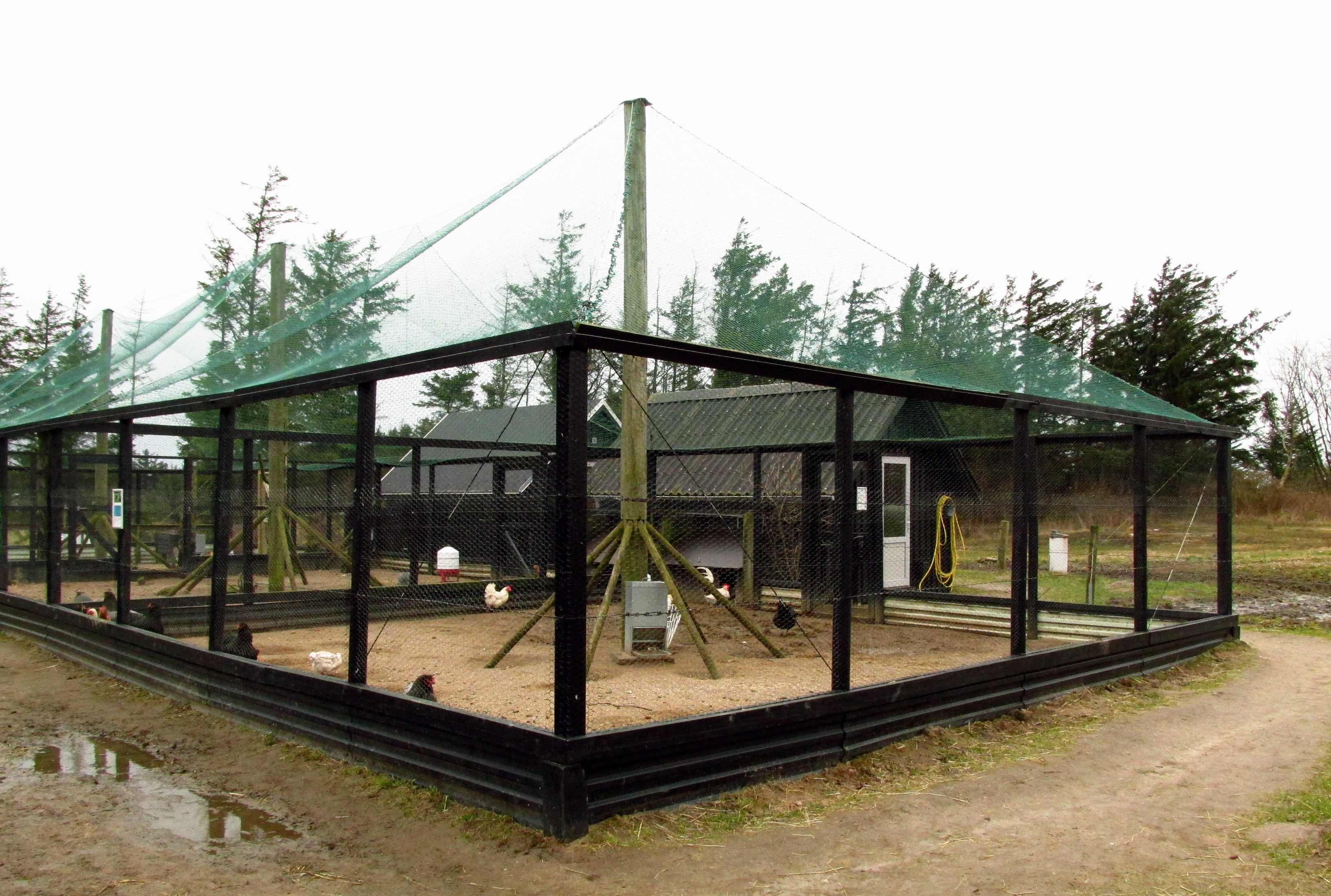
Wybieg dla kur

Wybieg – przeznaczone dla zwierząt ogrodzone miejsce przylegające do budynku lub kojca.
Wybieg umożliwia zwierzętom korzystanie z ruchu i przebywanie na świeżym powietrzu.
Wybiegi są zwykle mniejsze od okólników. Miewają utwardzoną nawierzchnię. Zwykle wyposażone są w poidła i sprzęt podający paszę lub karmę, czasem także w czochradła, daszki itp. urządzenia.